# Italo Gardoni
Italo Gardoni (Parma, 12 marzo 1821 – Parigi, 26 marzo 1882) è stato un tenore italiano naturalizzato inglese.
Tenore di grazia, ha goduto di un'importante carriera internazionale nei decenni centrali del XIX secolo. Insieme a Giovanni Mario, Gaetano Fraschini, Enrico Tamberlik e Antonio Giuglini, è stato uno dei più celebri tenori italiani della sua era.
La sua voce non era potente, ma era eccezionalmente pura, intonata e dolce, priva di qualsiasi vibrato fastidioso. Cantava passaggi legati con notevole fluidità, ma poteva anche lanciare acuti brillanti con talento e notevole agilità.

## Biografia
Nato a Parma, Gardoni studiò con Antonio De Cesari (1797–1853). Debuttò come Roberto Devereux (Donizetti) a Viadana nel 1840 e nei successivi 7 anni fece carriera in Francia, Italia e Germania. A Parigi, nel dicembre del 1844, fu Bothwell alla prima di Parigi dell'opera Marie Stuart di Louis Niedermeyer al Théâtre de l'Académie Royale de Musique accanto al soprano Rosine Stoltz e fu nuovamente con lei per la prima de L'étoile de Seville di Michael William Balfe nell'anno seguente. Gardoni conobbe Balfe e lavorò con lui, che componeva in particolare per lui. La limpidezza e la chiarezza della sua voce e le sue affascinanti note acute (non meno della sua giovinezza, fascino ed eleganza) erano molto ammirate a Parigi: e se non era adatto per tutti i ruoli dei repertori di Adolphe Nourrit e Gilbert Duprez, in alcune parti di Meyerbeer lo avrebbero visto bene, non ultimo nel Raoul de Gli ugonotti. Gardoni continuò a cantare a Parigi per tutta la sua carriera.

### Inghilterra: Her Majesty's Theatre 1847-1852

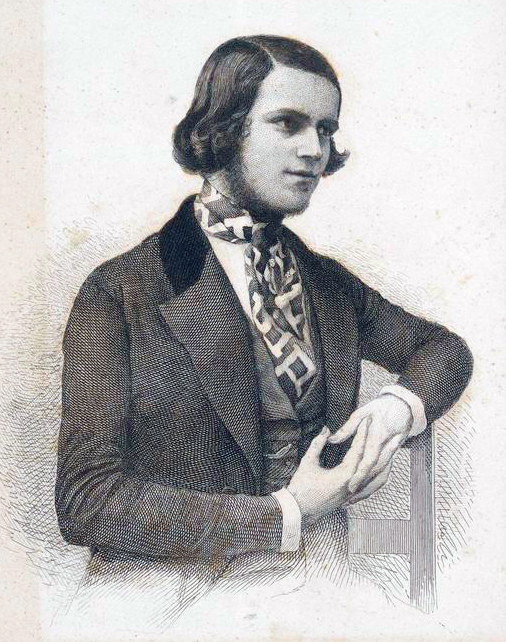
Gardoni da giovane

Nel 1847 andò a Londra, dove si esibì regolarmente fino al 1874. Ricercato da impresari rivali in Francia e in Italia, fu ingaggiato dall'Opéra national de Paris per His Majesty's Theatre da Benjamin Lumley per 60.000 franchi, per compensare il pubblico per la partenza di Mario dal loro palcoscenico. Presentato attraverso il Salone Puzzi di Jermyn Street, la sua prima apparizione teatrale a Londra fu nel febbraio 1847 nella La favorita accanto alla signora Sanchioli: entrambe le sue arie principali furono bissate con grande entusiasmo per la sua purezza vocale di gusto e sentimento. Le sue capacità istrioniche erano impeccabili, tranne per il fatto che gli mancava lo slancio per interpretare esplosioni di passione.
Seguì La sonnambula con la signora Castellan (il soprano drammatico che era anche socio del tenore robusto di Lumley, Gaetano Fraschini), I puritani e L'elisir d'amore (con Castellan e Luigi Lablache) e divenne rapidamente un grande favorito. Gardoni ebbe un ruolo minore nel debutto londinese di Jenny Lind in Roberto il diavolo, con Josef Staudigl, Fraschini, Castellan e altri, alla presenza della Regina Vittoria. Poco dopo collaborò con la Lind ne La sonnambula (e La figlia del reggimento?). Il 22 luglio 1847 creò il ruolo del tenore ne I masnadieri di Verdi la con Lind, Lablache e Filippo Coletti, le prime due sere sotto la direzione del compositore e, successivamente, sotto Balfe. Al salone di Henry Greville fu collega di Mario, Giulia Grisi, Ciro Pinsuti e altri.
Nella stagione 1848 fu il tenore di punta di Lumley. Il barbiere di Siviglia con Sophie Cruvelli e Belletti fu seguito dalla prima londinese di Attila di Verdi, con Cruvelli, Velletti e Cuzzani e cantò Gennaro nella Lucrezia Borgia di Cruvelli.
Il tenore Sims Reeves, tentando di stabilire il proprio posto sul palcoscenico drammatico italiano a Londra, si mise d'accordo con Lumley per apparire nel ruolo minore di Carlo in Linda di Chamounix (a fianco di Eugenia Tadolini), nella speranza di interpretare Edgardo nella Lucia di Lammermoor, Percy in Anna Bolena e Arturo ne I puritani, che erano stati messi in cartellone per il (sensazionale) ritorno di Jenny Lind. Ma fu scelto Gardoni come Edgardo e Reeves ruppe il suo contratto. Ci fu un grido Sims Reeves dalla galleria mentre Gardoni cantava la prima cavatina di Edgardo nella serata di apertura. La situazione si era creata probabilmente grazie alla Lind che aveva espresso una preferenza per Gardoni come suo partner: anche lui come cortesia interpretò il ruolo di Carlo. Gardoni cantò la parte di Roberto per la Lind, ma quella parte non era pensata per la sua voce. Però alla sua ultima esibizione all'Her Majesty in Roberto il diavolo il 10 maggio 1849, davanti ad un pubblico regale e distinto, Gardoni condusse Jenny Lind sul palco per farle ricevere il suo entusiastico applauso.
Dopo una stagione invernale a San Pietroburgo, nel 1850 riapparve con Parodi e Frezzolini in una ripresa de I Capuleti e i Montecchi (come Tebaldo) e rese felice il suo pubblico smentendo un falso rapporto della sua morte. Nel giugno del 1850 partecipò alla prima de La tempesta di Halévy in cui, come Fernando, fiancheggiò Henriette Sontag come Miranda, Carlotta Grisi come Ariel, Colini come Prospero e Luigi Lablache nella famosa imitazione di Calibano, il tutto sotto la direzione di Balfe.
Gardoni e la star Marietta Alboni, contralto, furono i solisti principali, alla presenza della Regina Isabella II, nella rappresentazione inaugurale del 1850 de La favorita al Teatro Real di Madrid.
Il 1851 rivide il Gennaro di Gardoni nella Lucrezia Borgia. Una novità in anteprima, Le tre nozze di Giulio Alary, con Henriette Sontag e Lablache, precedette il più significativo L'enfant prodigue di Auber con la Sontag, Massol e Coletti. Fu di nuovo con la Cruvelli per uno spettacolo speciale dell'opera di Balfe I quattro figli. Quando Reeves e Cruvelli cantarono Fidelio nel 1851, Gardoni guidò i solisti scelti a mano che formavano il coro di prigionieri la prima sera. Anche nei concerti d'opera di Lumley, Reeves, Gardoni e Calzolari formarono un trio di tre tenori per lEvviva Baccho di Curschmann e parteciparono a una versione triplice del trio di Martini Don't tickle me, I pray con Henriette Sontag, Sophie Cruvelli e Jenny Duprez come soprani e tre bassi, compreso Lablache. Continuò a cantare per Lumley durante la crisi dei primi mesi del 1852 e diede una Norma con la Cruvelli e Lablache: ma dopo la defezione della Cruvelli anche lui andò via dalla Compagnia di Lumley. Nel 1852 fu con Reeves, Pauline Viardot-Garcia, Louisa Pyne, Charlotte Sainton-Dolby e Karl Formes nelle prime esecuzioni dell'oratorio Israel Restored del Dr Bexfield e Jerusalem di Hugh Pearson al Norwich Festival.

### Inghilterra 1854-1872

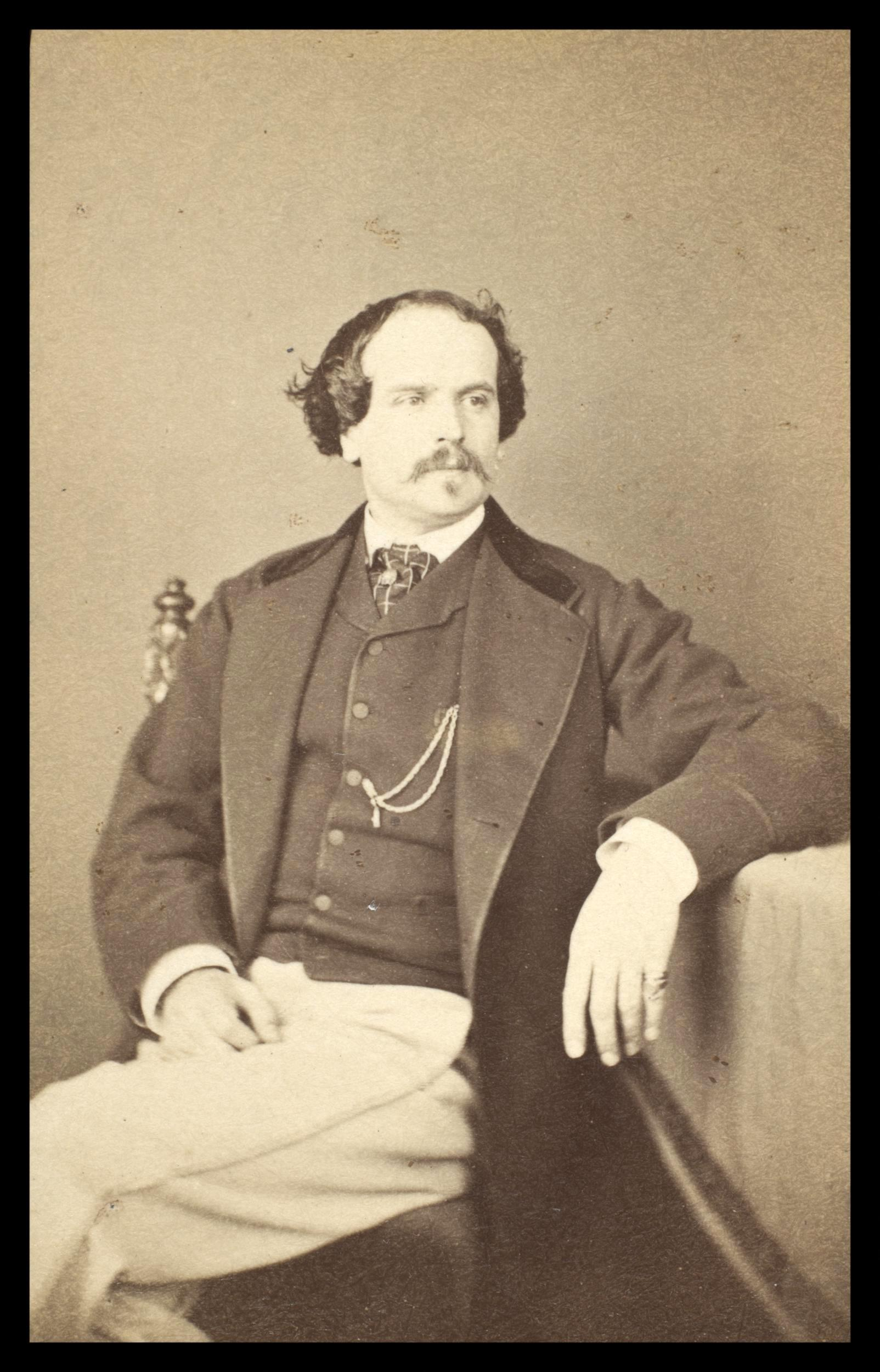
Italo Gardoni nel 1860 c.ca

Nel 1855, quando Michele Costa realizzò il suo oratorio Eli al Festival di Birmingham, con Viardot, Castellan, Reeves e Formes, Gardoni era tra il pubblico con Mario ed Enrico Tamberlik e in seguito andarono in gruppo a fare grandi complimenti a Reeves. Lo stesso Gardoni apparve nell'opera Le Comte Ory di Rossini con Constance Nantier-Didiée e Angiolina Bosio, una raffinata combinazione di voci. Nel 1857 partecipò alla seconda stagione del Lyceum (mentre era atteso il nuovo teatro del Covent Garden). H.F. Chorley elogiò la sua interpretazione di Fra Diavolo di Auber, con Angiolina Bosio, Mlle Marai, Giorgio Ronconi e Pietro Neri-Baraldi, con Giuseppe Tagliafico e Charles Zelger come Briganti.
Durante gli ultimi anni del 1850 Gardoni apparve spesso al Covent Garden, comprese le interpretazioni di Alfredo ne La traviata per Michele Costa nel 1858 e nel 1859. Dopo che Meyerbeer aveva riscritto il suo Ein Feldlager in Schlesien per Parigi col titolo L'étoile du nord (1854), una versione italiana fu rappresentata per la prima inglese al Covent Garden. Per questa prima Meyerbeer aggiunse la Polacca del primo atto e la romanza Disperso il crin sul mesto sen per Gardoni nel ruolo di Danilowitz. Gardoni interpretò anche il ruolo di Corentin nella prima britannica della Dinorah (Le pardon) di Meyerbeer, al Covent Garden nel 1859, nella quale Chorley elogiò la sua codardia contadina.
Nell'autunno del 1864, quando il tenore rivale mentalmente instabile Antonio Giuglini si rese conto che il suo ingaggio a San Pietroburgo era fallito, Gardoni entrò a far parte del gruppo autunnale di Mapleson come tenore principale. (Gardoni era stato uno degli insegnanti di canto di Maplesonref). Charles Santley, che riteneva che per molti versi fosse superiore a Guiglini, lo definiva:
Il suo Faust del 1865 fu con Thérèse Tietjens, Zélia Trebelli, Junca e Santley. Nella stagione 1866 al Her Majesty's, cantò Pilade in una magnifica messa in scena di Iphigénie en Tauride di Gluck, accanto a Tietjens (Iphigenia), Santley (Oreste) e Édouard Gassier (Thoas), nella quale i solisti hanno superato se stessi: riprese anche il ruolo di Corentino (Dinorah), con Ilma de Murska e Santley (Hoel), con grande soddisfazione di Mapleson. Nel 1867 fu Ottavio nel Don Giovanni con Christina Nilsson, Tietjens, Sinico, Gassier (Don Giovanni) e Santley (Leporello) e il suo Corentino fu ripetuto.
Gardoni rimase con Mapleson e in Roberto il diavolo nel 1872 fu Rambaldo con Alice di Christine Nilsson, Roberto di Pietro Mongini, Bertramo del signor Foli e Isabella della de Murska.

### Francia
Nel marzo del 1864 Gardoni fu solista nella prima esecuzione della Petite messe solennelle di Rossini, con Carlotta Marchisio e Barbara Marchisio e Luigi Agnesi (Louis Agniez).
Gardoni sposò la figlia del baritono Antonio Tamburini e di sua moglie, il soprano Marietta Goja.
Morì a Parigi il 26 marzo 1882.

## Caratteristiche vocali
Nel 1869 Gardoni pubblicò una serie di esercizi vocali sotto il titolo:
- 15 Vocalises calculés sur la formation du style moderne et le perfectionnement de l'art du Chant, av. Pfte. (Mainz, Schott) (4 Fl. 12 Xr.)

La vecchia voce dal Dizionario di Musica e Musicisti lo definiva un tenore di grazia: